# Messerschmitt Me 163

Messerschmitt Me 163 Komet a fost singurul avion cu motor-rachetă care a zburat vreodată, fiind folosit de Luftwaffe în cel de-Al Doilea Război Mondial. Realizarea sa a fost o performanță pentru perioada celui de-al Doilea Război Mondial, caracteristicile sale neavând rival la vremea aceea.
Pilotul de încercare Rudy Opitz în 1944 a atins cu acest avion viteza de 1.123 km/h. S-au construit peste 300 de avioane, totuși Komet s-a dovedit a fi un avion de vânătoare ineficient, deoarece cu acest tip s-au doborât doar 9 avioane ale aliaților.

## Specificații
Caracteristici generale
- Echipaj:1
- Lungime: 5,98 m
- Anvergură: 9,33 m
- Înălțime: 2,75m
- Suprafața aripilor: 18,5 m2
- Greutate goală: 1.905 kg
- Greutate încărcată: 3.950 kg

Schiţa Me-163

- Motor: 1 x motor tip Walter HWK 109-509A-2 de 17 kN

Performanțe
- Viteza maximă: 1.060 km/h
- Raza de acțiune: 40 km
- Plafon practic de zbor: 12.100 m
- Viteza de urcare: 160 m/s
- Sarcină unitară pe aripă: 213 kg/m2
- Putere/masă: 0,42 kW/kg

Armament
- 2x tunuri Mk 108 de 30mm